# Elliot Willensky
Elliot A. Willensky (Bayonne (Nueva Jersey) 6 de agosto de 1943 – 29 de marzo de 2010) fue un compositor, letrista y productor musical estadounidense. Escribió el primer hit en solitario de Michael Jackson "Got to Be There" y la canción del Jermaine Jackson y Whitney Houston "If You Say My Eyes Are Beautiful". Willensky compuso la música del musical de 1999 Abby's Song y fue el coordinador musical del show de Tony Orlando and Dawn de la CBS.

## Biografía
Willensky era hijo de Raymond Willensky y Gertrude Berlin. Estudió en el Bayonne High School y se graduó en la Univsersidad de Boston en biología. Obtuvo los estudios de postgrado en la Universidad de Boston y en la Universidad de Massachusetts Amherst y trabajó como investigador en la Institutos Nacionales de Salud. En 1969, Willensky dejó el mundo de la ciencia para dedicarse al de la compisición.
Conocido principalmente por su canción "Got to Be There", el primer éxito de Michael Jackson y que llegó al número cuatro de la lista de singles de R&B en 1971, y el número 5 del R&B otra vez en 1983 cuando Chaka Khan la versionó. La canción también fue versionada por The Miracles en 1972, Boyz II Men en 2007 y una versión instrumental de jazz por el guitarrista y cantante George Benson en 1993.
Willensky continuó con su colaboración con la familia Jackson en los ochenta, escribiendo el dueto de Jermaine Jackson y Whitney Houston "If You Say My Eyes Are Beautiful" que aparece en el álbum de Jermaine de 1986 Precious Moments.